# The Tenderfoot's Triumph (film 1915)
The Tenderfoot's Triumph è un cortometraggio muto del 1915 diretto da Tom Mix che ne è anche l'interprete principale. Il western - girato a Las Vegas, nel Nuovo Messico - fu prodotto dalla Selig Polyscope Company e distribuito dalla General Film Company. Uscì nelle sale il 16 novembre 1915.

## Produzione
Le riprese furono effettuate nel Nuovo Messico, a Las Vegas.
Il film fu prodotto da William Nicholas Selig per la sua compagnia, la Selig Polyscope Company attiva dal 1898 al 1921, periodo nel quale la casa di produzione produsse più di duemila film.

## Distribuzione
Distribuito dalla General Film Company, il film - un cortometraggio in una bobina - uscì nelle sale cinematografiche statunitensi il 16 novembre 1915.